# (90862) 1996 KM1
(90862) 1996 KM1 là một tiểu hành tinh vành đai chính. Nó được phát hiện bởi Robert H. McNaught và Jack B. Child ở Macquarie, Lãnh thổ Thủ đô Úc, Australia, ngày 22 tháng 5 năm 1996.